# Е
Е (minuskule е) je písmeno cyrilice. Jeho tvar se v minuskulní i majuskulní variantě shoduje s tvarem písmena E v latince.
V ruštině, mongolštině a běloruštině slouží k zápisu slabiky je v češtině (pokud následuje po tvrdé souhlásce, vyslovuje se pouze jako e, j se „vyčerpá“ na změkčení souhlásky, podobně jako se v češtině dě vyslovuje jako [ďe]). Nejotovaná hláska se zapisuje písmenem Э.
V balkánských jazycích zapisovaných cyrilicí a ukrajinštině slouží k zápisu hlásky e v češtině. V ukrajinštině se jotovaná hláska zapisuje písmenem Є.
V bulharštině a makedonštině se kvůli rozlišení významu používá rovněž písmeno Ѐ (čárka označuje přízvuk), které ale není považováno za samostatné písmeno.
Další varianty písmena Е:
- Ҽ, Ҿ – abcházština
- Ӗ – čuvaština

V arménském písmu písmenu Е odpovídá písmeno Ե (ե).
V hlaholici písmenu Е odpovídá písmeno Ⰵ.